# Détergent

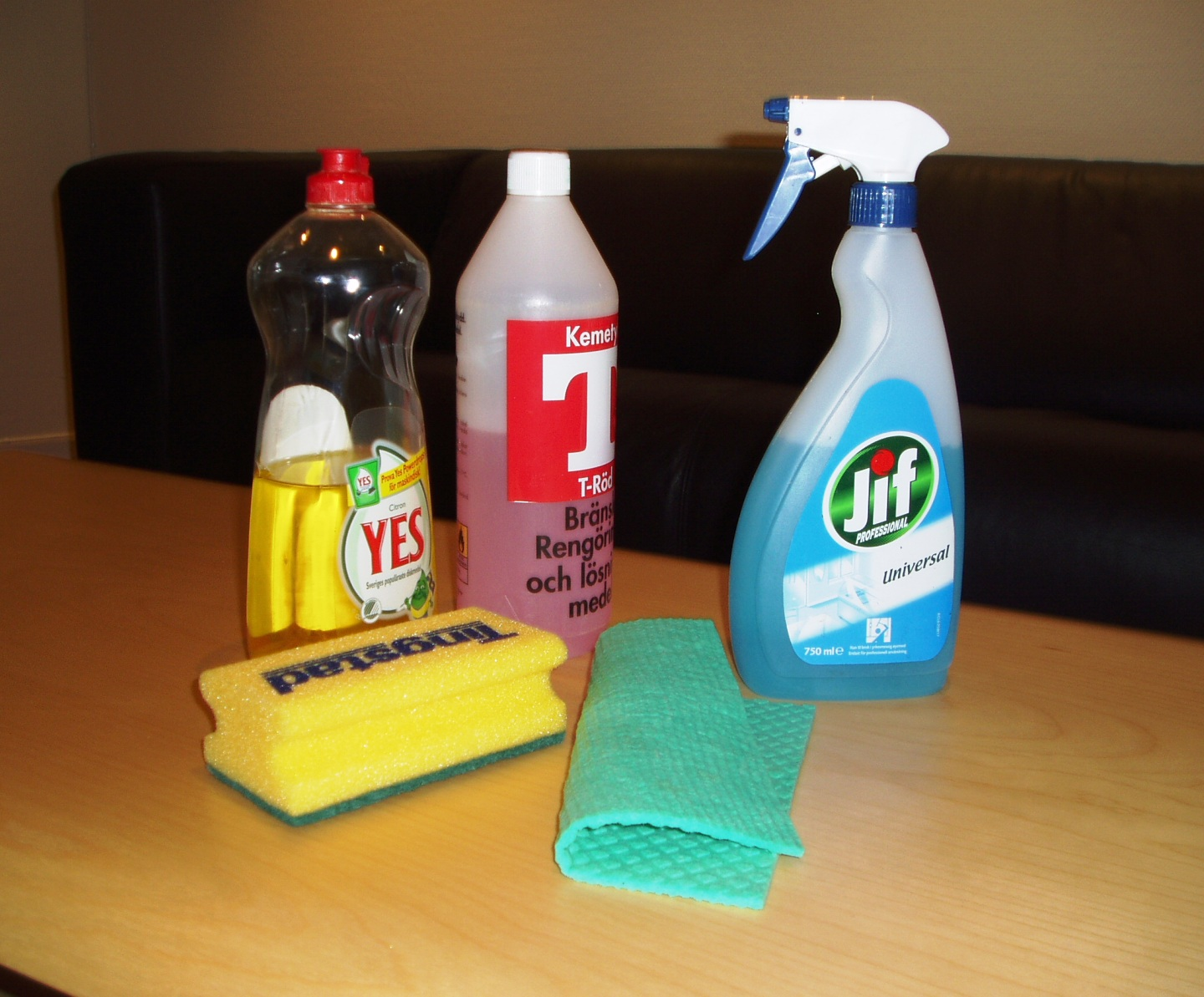
Un chiffon vert clair, une éponge Tingstad, un spray universel Jif, et deux bouteilles de détergent.

Un détergent (ou agent de surface, détersif, surfactant) est un composé chimique, généralement dérivé du pétrole, doté de propriétés tensioactives, ce qui le rend capable d'enlever les salissures. La détersion est un élément d'hygiène fondamental, puisqu'il permet d'éliminer une grande partie des bactéries présentes en particulier sur la peau, et sur les ustensiles servant à la préparation et à la consommation des repas.

## Action chimique
La molécule du détergent est amphiphile, c'est-à-dire dotée d'une tête polaire, hydrophile (ou lipophobe), attirant l'eau, et d'une longue chaîne hydrocarbonée, apolaire, hydrophobe (ou lipophile), attirant les lipides (huiles et graisses). L'extrémité hydrophile est miscible à l'eau tandis que l'extrémité lipophile de la molécule est miscible au solvant apolaire. Les molécules du détergent peuvent donc s'insérer à l'interface eau-lipide et détacher les graisses d'une surface. Les groupements polaires peuvent être chargés positivement, négativement ou neutres. La présence conjointe de groupes fonctionnels possédant une affinité, et pour l'eau, et pour les graisses, permet la formation de micelles.

## Typologie
On distingue les détergents :
- anioniques (alkylbenzènesulfonates, alkylsulfates, alkylarylesulfates), principalement utilisés dans les lessives et produits de nettoyage ;
- cationiques (chlorhydrates d'amine, ammoniums quaternaires), principalement utilisés dans les milieux industriels et hospitaliers, en raison de leur propriété désinfectante ;
- ampholytes, s'ionisant négativement (anions) ou positivement (cations), selon les conditions du milieu ;
- non ioniques (hydroxyles) — utilisés dans l'industrie textile, la métallurgie et en cosmétologie (hygiène corporelle et beauté) en raison d'une moindre agressivité et d'un faible pouvoir moussant[1].

## Exemples
Les lécithines, qui sont des phosphoaminolipides se trouvant dans tous les tissus végétaux ou animaux (notamment dans le jaune d'œuf), sont des tensioactifs naturels.
Voici quelques exemples de molécules de synthèse :
- dodécylbenzènesulfonate de sodium : C18H29SO3Na ;
- SDS (dodécylsulfate de sodium) : NaSO4(CH2)11CH3 ;
- CTAB (bromure d'hexadécyltriméthylammonium ou bromure de cétrimonium) : (CH3)3N(CH2)15CH3Br ;
- CTAC (chlorure d'hexadécyltriméthylammonium ou chlorure de cétrimonium) : (CH3)3N(CH2)15CH3Cl ;
- Triton X-100 : C8H15C6H4(OC2H4)9OH ;
- Brij 35.

## Consommation
Le règlement de l'Union européenne CE 648/2004 appliqué depuis octobre 2005, impose sur l'étiquetage des détergents ménagers la mention de tout conservateur ainsi que celle de vingt-six substances allergisantes des compositions parfumantes lorsque leur proportion pondérale dépasse 0,01 %. Ce règlement a pour objectif de permettre aux consommateurs de choisir plus facilement le bon produit, de l'utiliser en toute sécurité et d'en obtenir les meilleurs résultats possibles. En outre, sur demande, le personnel médical peut obtenir des fabricants une liste exhaustive des composants d'un détergent afin de pouvoir déterminer l'existence éventuelle d'un lien de causalité entre l'apparition d'une réaction allergique et l'exposition à une substance chimique donnée. D'autre part, l'industrie a élaboré de nouvelles icônes cognitives afin de rendre l'étiquetage plus efficace, plus clair et plus facile à comprendre pour les consommateurs.
Les industriels négocient avec le gouvernement français un engagement de réduction des quantités de lessive par dose : la dose de poudre est passée de 150 g en 1998 à 100 g en 2005, et ne devrait être plus que de 60 à 70 g en 2010. Compte tenu du nombre de lavages — environ cinq milliards par an[réf. nécessaire] — , cela représente 500 000 tonnes de produit.